# 라이언 스콧 그린
라이언 스콧 그린(Ryan Scott Greene, 1973년 6월 25일 ~ )은 캐나다의 배우, 영화배우, 텔레비전 배우이다.

## 영화
- 세컨드 찬스 (2010년) - 루카스 역
- 캐롤라이나 (2003년) - 세스 역
- 퀴어 애즈 포크 (2000년)